# Frank Braña

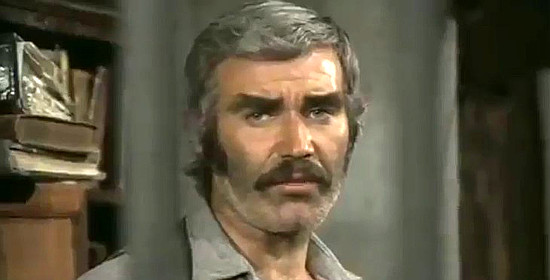
Frank Braña in Hai sbagliato... dovevi uccidermi subito! (1972)

Francisco Braña Pérez (Pola de Allande, 24 febbraio 1934 – Madrid, 13 febbraio 2012) è stato un attore spagnolo.

## Filmografia parziale
- Il conquistatore di Maracaibo, regia di Eugenio Martín (1961)
- Lna spia sulla città (Rififí en la ciudad), regia di Jess Franco (1964)
- Per un pugno di dollari, regia di Sergio Leone (1964)
- Per qualche dollaro in più, regia di Sergio Leone (1965)
- Per il gusto di uccidere, regia di Tonino Valerii (1966) - non accreditato
- Il buono, il brutto, il cattivo, regia di Sergio Leone (1966)
- Sugar Colt, regia di Franco Giraldi (1966)
- El precio de un hombre, regia di Eugenio Martín (1966)
- Dio perdona... io no!, regia di Giuseppe Colizzi (1967)
- 15 forche per un assassino, regia di Nunzio Malasomma (1967)
- Ringo, il cavaliere solitario (Dos hombres van a morir), regia di Rafael Romero Marchent (1968)
- Una pistola per cento bare, regia di Umberto Lenzi (1968)
- C'era una volta il West, regia di Sergio Leone (1968)
- I quattro dell'Ave Maria, regia di Giuseppe Colizzi (1968)
- Garringo, regia di Rafael Romero Marchent (1969)
- Il prezzo del potere, regia di Tonino Valerii (1969)
- I vigliacchi non pregano, regia di Mario Siciliano (1969)
- I diavoli della guerra, regia di Bitto Albertini (1969)
- E continuavano a chiamarlo figlio di... (El Zorro justiciero), regia di Rafael Romero Marchent (1969)
- Il magnifico Robin Hood, regia di Roberto Bianchi Montero (1970)
- Quando Satana impugnò la Colt (Manos torpes), regia di Rafael Romero Marchent (1970)
- I Leopardi di Churchill, regia di Maurizio Pradeaux (1970)
- Gli fumavano le Colt... lo chiamavano Camposanto, regia di Giuliano Carnimeo (1971)
- Vamos a matar Sartana, regia di George Martin e Mario Pinzauti (1971)
- La preda e l'avvoltoio (Un dólar de recompensa), regia di Rafael Romero Marchent (1972)
- Dio in cielo... Arizona in terra (Una bala marcada), regia di Juan Bosch (1972)
- Le Amazzoni - Donne d'amore e di guerra, regia di Alfonso Brescia (1973)
- ...e così divennero i 3 supermen del West, regia di Italo Martinenghi (1974)
- Il mio nome è Scopone e faccio sempre cappotto (Dallas), regia di Juan Bosch (1975)
- Supersonic Man, regia di Juan Piquer Simón (1979)
- Savana violenza carnale, regia di Roberto Bianchi Montero (1979)
- Buitres sobre la ciudad, regia di Gianni Siragusa (1981)
- Killing Machine (Goma-2), regia di José Antonio de la Loma (1984)
- Tex e il signore degli abissi, regia di Duccio Tessari (1985)
- Yo, "El Vaquilla", regia di José Antonio de la Loma (1985)
- Slugs - Vortice d'orrore, regia di Juan Piquer Simón (1988)
- La cosa degli abissi, regia di Juan Piquer Simón (1990)